# Benewah Milk Bottle
O Benewah Milk Bottle é um marco histórico em Spokane, Washington. Listado no Registo Nacional de Lugares Históricos, há dois edifícios construídos em forma de garrafa de leite na área de Spokane, que acompanhavam as lojas de uma bem-sucedida operação de laticínios. Um dos edifícios está localizado na South Cedar Street, no centro de Spokane, enquanto o outro está localizado a três quilômetros ao norte, no distrito histórico de Garland, em North Hill.
Na manhã de 26 de setembro de 2011, o restaurante Garland Historical District Milk Bottle, de propriedade de Mary Lou Ritchie, e o histórico Ferguson's Café, localizado ao lado, foram fortemente danificados em um incêndio. Os investigadores dos bombeiros acreditam que o fogo começou em uma passagem entre os dois restaurantes.

## História
A garrafa foi concluída em 1935 e é um exemplo clássico de literalismo em publicidade. A garrafa é revestida de estuque desde sua base até onde começa a se afunilar até o gargalo. O gargalo e a tampa são de chapa metálica sobre uma estrutura de madeira. A garrafa inteira tinha uma pintura branca original. Foi Paul E. Newport quem construiu as garrafas de leite. Newport era proprietário da próspera Benewah Dairy Company. Os anúncios da empresa afirmavam que as garrafas eram "projetadas para construir homens e mulheres melhores, tornando os produtos lácteos atraentes para meninos e meninas. Nenhuma despesa será poupada para tornar essas novas lojas tão resistentes quanto finas e tão boas quanto os produtos que representam".
A garrafa de leite foi fotografada por John Margolies, que capturou imagens de atrações de beira de estrada nos Estados Unidos.